# Rosanna (Rosanna Fratello)
Rosanna è il primo album inciso dalla cantante italiana Rosanna Fratello, pubblicato dall'etichetta Ariston nel 1970.

## Descrizione
Nell'album sono inclusi i brani Il treno, con cui la cantante aveva partecipato al Festival di Sanremo 1969, sostituendo all'ultimo momento Anna Identici (la quale in quel momento attraversa una delicata fase depressiva), Non sono Maddalena, che la Fratello aveva presentato alla Mostra internazionale di musica leggera 1969 di Venezia aggiudicandosi la "Gondola d'Argento",
Ciao anni verdi, presentata al Festival di Sanremo 1970, Una rosa e una candela, in gara a Un disco per l'estate 1970 e Io canto per amore, presentata alla Mostra internazionale di musica leggera 1970.
Tra le altre canzoni incluse nel disco ve ne sono alcune già pubblicate su 45 giri come La vita è rosa, versione in italiano di La vie en rose, Piango d'amore e Il mio sguardo è uno specchio, sigla dello sceneggiato televisivo I giovedì della signora Giulia.

## Tracce
LATO A
1. Non sono Maddalena (arrangiamento di Massimo Salerno) (testo: Vito Pallavicini – musica: Giorgio Conte)
2. Tornerai (arrangiamento di Gianfranco Lombardi) (testo: Nino Rastelli – musica: Dino Olivieri)
3. Piango d'amore (arrangiamento di Massimo Salerno) (testo: Antonio Balducci – musica: Guido Lombardi, Ettore Lombardi)
4. La vita è rosa (La vie en rose) (arrangiamento di Nando de Luca) (testo: Piero Leonardi – musica: Édith Piaf, Louiguy)
5. Io non so dirti di no (arrangiamento di Pino Calvi) (testo: Gianni Argenio – musica: Corrado Conti)
6. Il treno (arrangiamento di Massimo Salerno) (testo: Vito Pallavicini – musica: Elio Isola)

LATO B
1. Il mio sguardo è uno specchio (arrangiamento di Massimo Salerno) (testo: Pietro Germi – musica: Carlo Rustichelli)
2. Il nostro concerto (arrangiamento di Massimo Salerno) (testo: Giorgio Calabrese – musica: Umberto Bindi)
3. Ciao anni verdi (arrangiamento di Nando de Luca) (testo: Vito Pallavicini – musica: Alessandro Celentano)
4. Fascination (arrangiamento di Gianfranco Lombardi) (testo: Alberto Larici – musica: Dante Fermo Marchetti)
5. Una rosa, una candela (arrangiamento di Pino Calvi) (testo: Gianni Argenio – musica: Corrado Conti)
6. Avventura a Casablanca (arrangiamento di Gianfranco Lombardi) (testo: Nisa – musica: Carlo Alberto Rossi)